# 阿耆尼
阿耆尼（Agni）是吠陀教及印度教的火神。
阿耆尼——अग्नि本身即是梵文「火焰」的名詞，與拉丁語的火焰—－「ignis」是同源詞（及與英文動詞著火「ignite」同根）。阿耆尼作為火的神格化象徵了火焰永恆不朽的奇蹟，古印度人就相信供奉給阿耆尼（火）的祭品會被淨化及傳達到其他神祇，亦令阿耆尼帶有淨化和送信者的角色。阿耆尼是典型經歷了三相神（梵天、毗湿奴及濕婆）信仰的興起，但對自然界信仰（原提婆族）仍然保留了一定知名度的神祇。現今印度教還存在的火祭司—－「Agnihotri」，其職責是負責監察其崇拜者。